# Frédéric de Bade
Frédéric de Bade (9 juillet 1458 - Lierre, 24 septembre 1517) fut évêque d'Utrecht de 1496 à 1517.

## Biographie
Frédéric de Bade était le fils du margrave Charles Ier de Bade et de Catherine d'Autriche (1424-1493). Il était chanoine de la cathédrale de Cologne avant d'être élu évêque d'Utrecht grâce l'influence de l'empereur Maximilien Ier. Ce dernier espérait qu'en tant que cousin germain, il s'occuperait des intérêts de la dynastie des Habsbourg dans le diocèse d'Utrecht. Cependant, les États du Sticht d'Utrecht ont montré une certaine indépendance et se sont rapprochés du duc Charles de Gueldre. Frédéric a tenté de réagir vigoureusement, mais les luttes de partis sont finalement devenues trop pesantes pour lui. En 1514, alors qu'il prévoyait de céder son siège à un candidat du roi Louis XII, l'ennemi héréditaire des Habsbourg, il fut découvert et perdit la confiance de l'empereur Charles Quint, qui le contraignit à démissionner le 9 mai 1517. Charles Quint réussit alors à nommer Philippe de Bourgogne.
Pendant la période où Frédéric était évêque d'Utrecht, ses neveux (les fils de son puissant frère Christophe) reçurent des postes à Utrecht. Jacques (1471-1511) est devenu chanoine au Dom d'Utrecht, Christophe (1477-1508) a été nommé chorepiscopis par le chapitre de la cathédrale en 1499 et a reçu une prébende en 1500, qui a été transféré à un autre de ses frères, Rodolphe (1481-1532) en 1504. Frédéric était probablement le père naturel de Christophe de Bade, chanoine de l'église Saint-Lébuin à Deventer et de Carolus van Baden.
Après sa mort, ses intestins ont été enterrés devant le grand autel de l'église de Lierre. Son corps a été inhumé dans la collégiale de Baden-Baden.

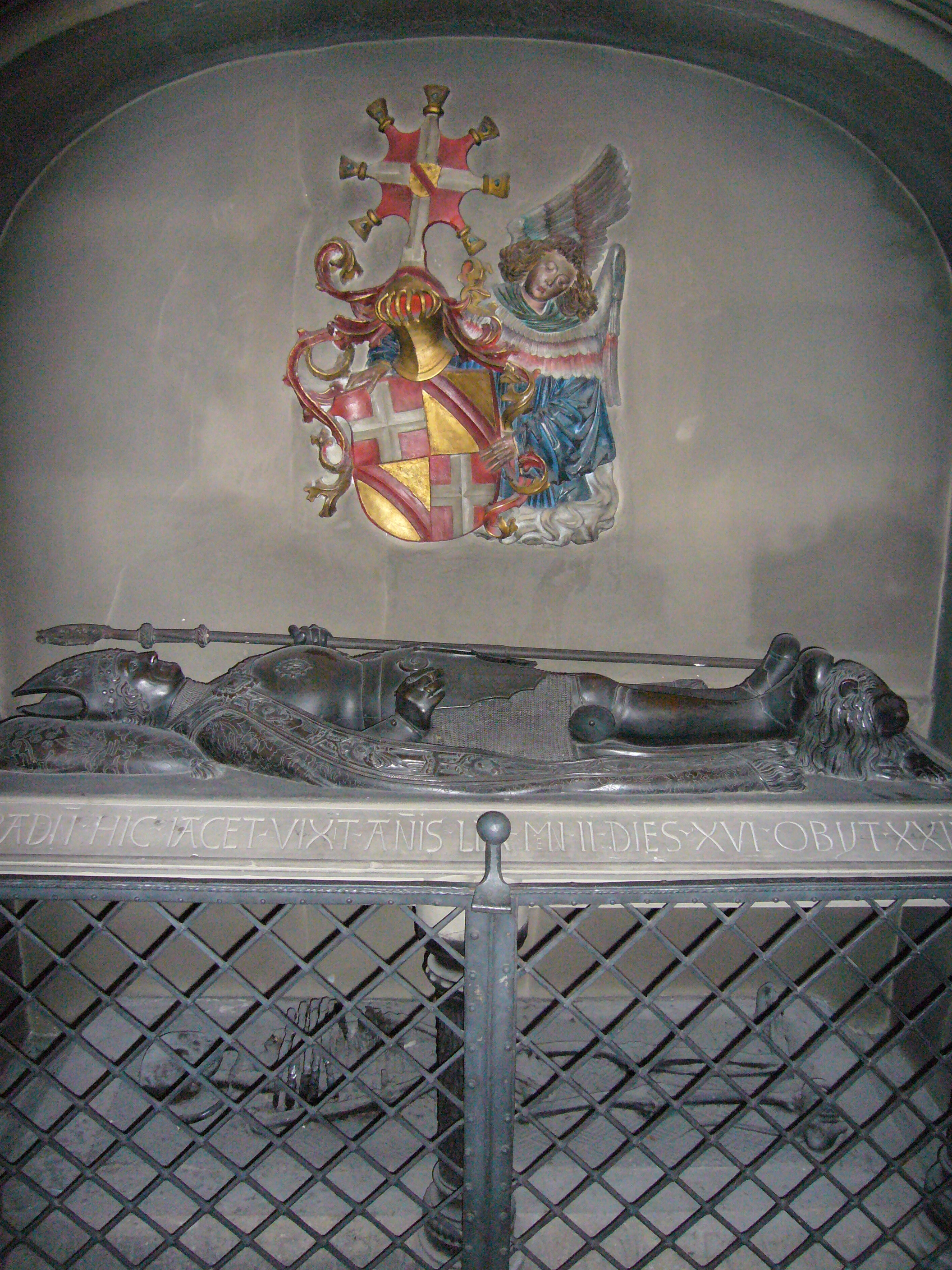
La tombe de Frédéric de Bade dans la Stiftskirche de Baden-Baden.